# Kapitulace Japonska

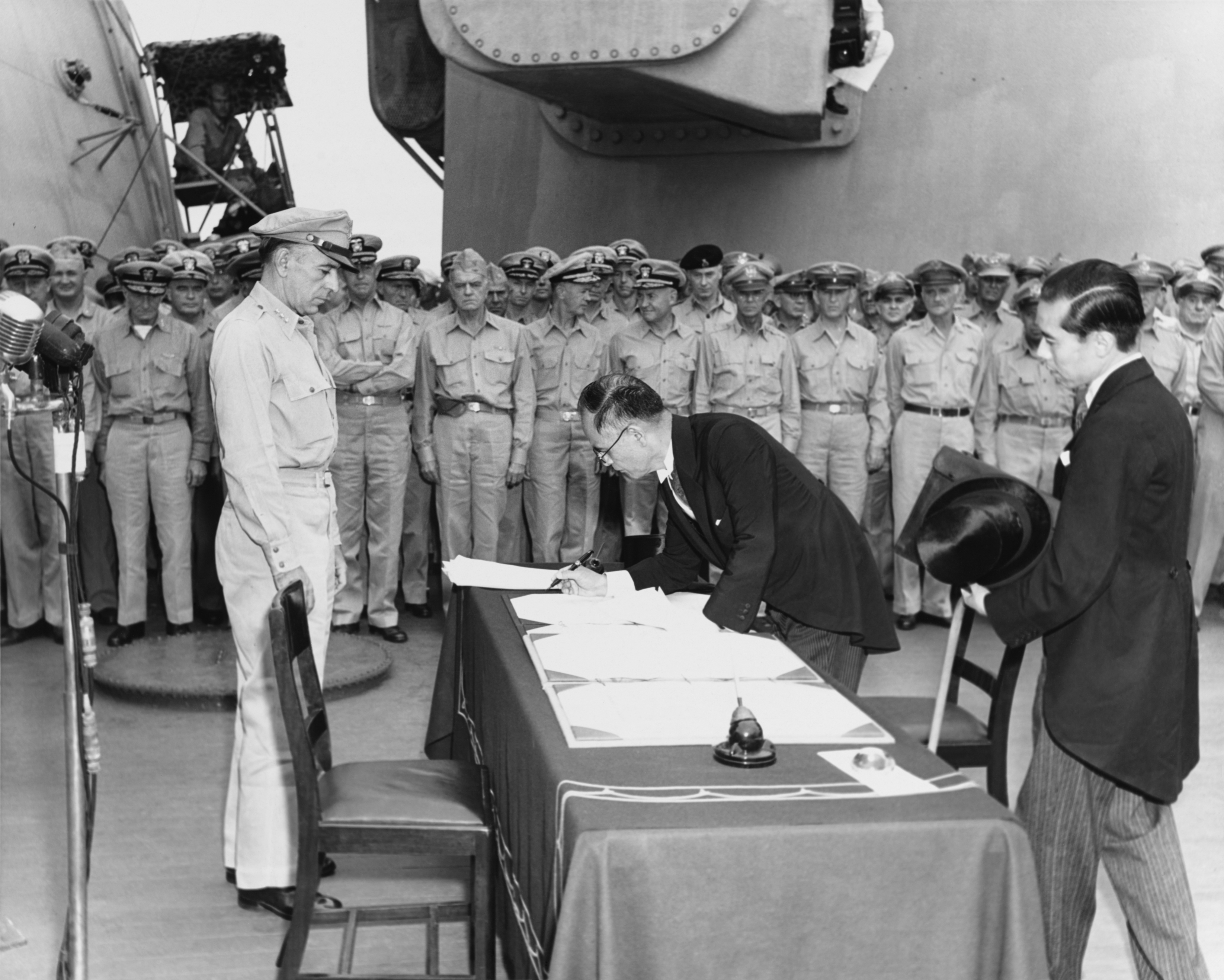
Japonský ministr zahraničí Mamoru Šigemicu se sklání na palubě USS Missouri k podpisu kapitulačních listin, přihlíží generál Richard K. Sutherland, 2. září 1945

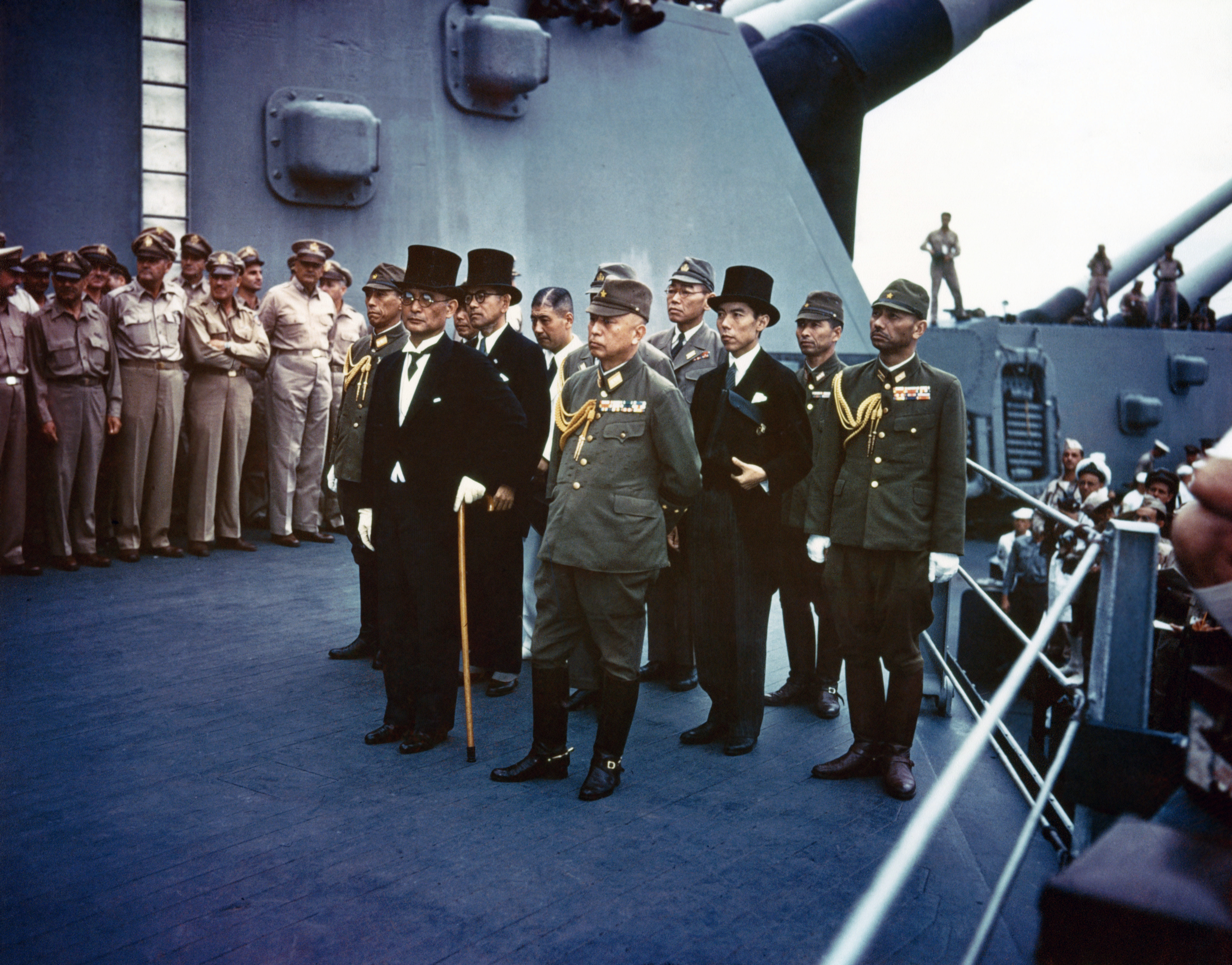
Japonská delegace na palubě Missouri před podpisem kapitulace

Kapitulaci Japonska oznámil císař Hirohito v rozhlasovém projevu 15. srpna 1945. Formálně byla ukončena druhá světová válka podpisem kapitulačních listin 2. září 1945. Na konci července 1945 nebylo Japonské císařské námořnictvo schopné provádět velké operace a invaze Spojenců do Japonska byla na spadnutí. V Postupimské deklaraci z 26. července 1945 vyzvaly Spojené státy, Spojené království a Čína k bezpodmínečné kapitulaci japonských ozbrojených sil – alternativou bylo „rychlé a úplné zničení“. Japonská Vrchní válečná rada, známá také jako „Velká šestka“, veřejně deklarovala svůj záměr bojovat až do hořkého konce. Avšak, ve snaze dosáhnout pro Japonsko příznivějších podmínek, důvěrně požádala Sovětský svaz o zprostředkování mírových jednání. Sovětská diplomacie udržovala v Japoncích dojem, že Sovětský svaz je ochoten zprostředkovat jednání o míru, současně však Sověti připravovali útok na japonská vojska v Mandžusku a v Koreji. Plnili tak sliby, které tajně dali Američanům a Britům na konferencích v Teheránu a na Jaltě.

## Vrchní válečná rada
Politická rozhodnutí činila Vrchní válečná rada, kterou v roce 1944 jmenoval předchozí premiér Kuniaki Koiso. V takzvané „Velké šestce“ zasedali: ministerský předseda, ministr zahraničí, ministr války, ministr námořnictva, náčelník štábu císařské armády a náčelník generálního štábu námořnictva.
Válečnou radu tvořili v době jmenování Suzukiho vlády v dubnu 1945:

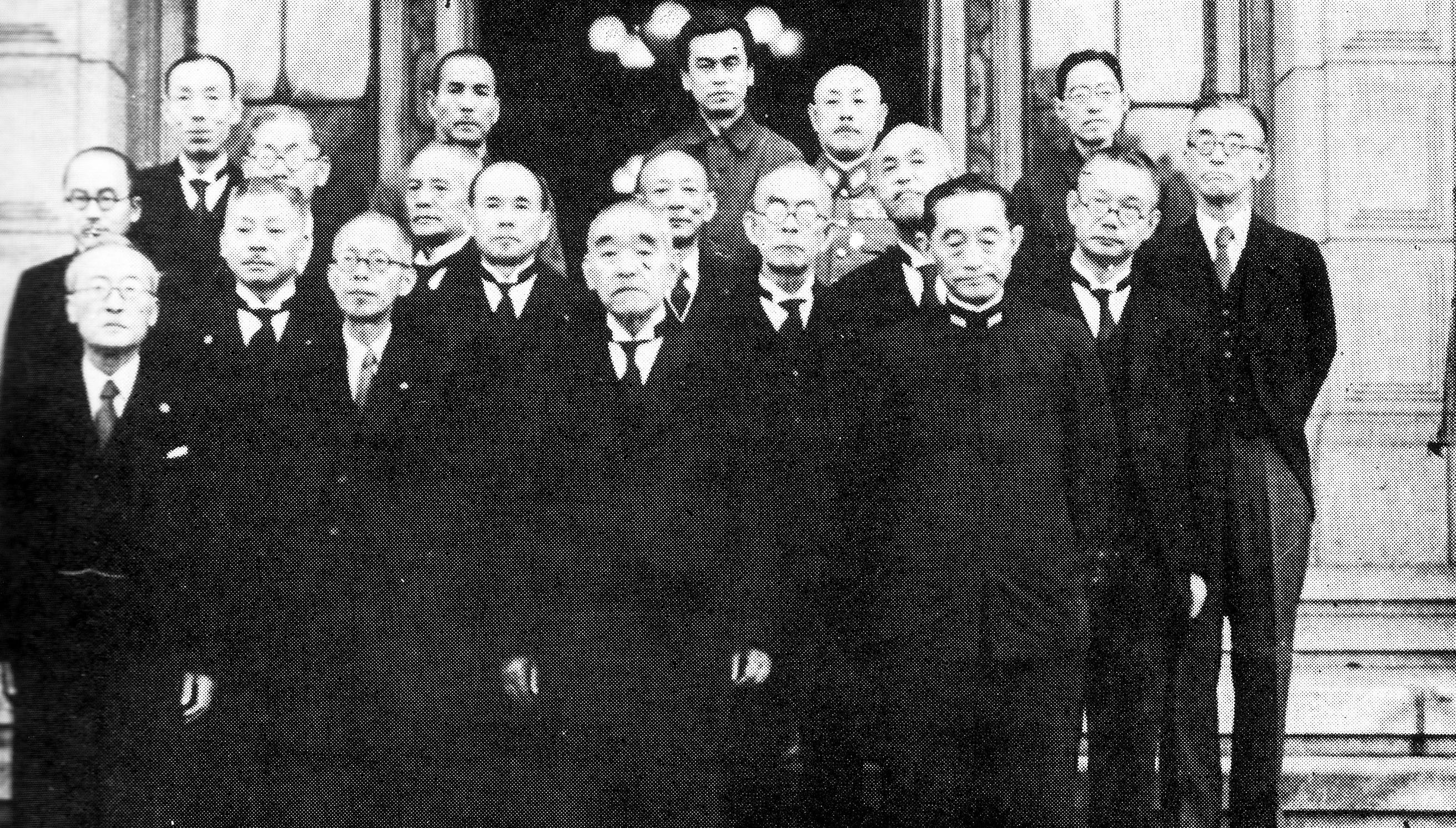
Suzukiho vláda v červnu 1945

- předseda vlády: admirál ve výslužbě Kantaró Suzuki[3]
- ministr zahraničí: Šigenori Tógó
- ministr armády: generál Korečika Anami
- ministr námořnictva: admirál Micumasa Jonai
- náčelník štábu armády: generál Jošidžiró Umezu
- náčelník generálního štábu námořnictva: admirál Koširó Oikawa (později ho nahradil admirál Soemu Tojoda)

Na některých zasedáních byl na vlastní žádost přítomen i císař Hirohito a ministr strážce pečeti Kóiči Kido. Jak uvádí Iris Changová, „Japonci úmyslně zničili, skryli nebo zfalšovali většinu svých tajných válečných dokumentů.“

## Kapitulace

### Řeč císaře Hirohita k národu
Ve 12.00 japonského standardního času 15. srpna v rozhlasové řeči přečetl Hirohito císařský reskript o ukončení války. Nízká kvalita nahrávky v kombinaci s klasickým jazykem používaným císařem v reskriptu způsobila, že nahrávka byla pro většinu posluchačů velmi obtížně srozumitelná. Císař navíc ve svém projevu výslovně nezmínil kapitulaci. Aby se předešlo nejasnostem, po odvysílání záznamu okamžitě následovalo vysvětlení, že Japonsko se Spojencům skutečně bezpodmínečně vzdává.
Reakce veřejnosti na císařův projev byla různá – mnoho Japonců řeč vyslechlo a pokračovalo ve svém životě, jak nejlépe uměli, zatímco někteří důstojníci armády a námořnictva si vybrali sebevraždu. 
Premiéra Suzukiho 17. srpna překvapivě nahradil císařův strýc princ Naruhiko Higašikuni, možná aby se předešlo dalším pokusům o převrat nebo atentát.
Japonské síly stále bojovaly proti Sovětům i Číňanům a přimět je zastavit palbu a kapitulovat bylo obtížné – mimo jiné i proto, že Sovětský svaz pokračoval v dobývání Kurilských ostrovů. Poslední letecký souboj japonských stíhaček s americkými průzkumnými letadly se uskutečnil 18. srpna. Sovětský svaz pokračoval v boji až do začátku září a v obojživelné operaci obsadil Kurilské ostrovy.

### Začátek okupace, kapitulační ceremoniál
V návaznosti na japonské prohlášení zahájily americké bombardéry B-32 Dominator ze základny na Okinawě průzkumné mise nad Japonskem. Jejich úkolem bylo shromažďovat informace, sledovat dodržování příměří a ujistit se, že Japonci neplánují útok na okupační síly. 
Japonští představitelé se 19. srpna setkali s generálem MacArthurem v Manile na Filipínách, aby dostali podrobnější informace o plánech okupačního uspořádání. Do Acugi v prefektuře Kanagawa přiletělo 28. srpna 150 Američanů, tím byla okupace Japonska fakticky zahájena. Rychle je následovaly další jednotky, mezi nimi USS Missouri. MacArthur přijel do Tokia 30. srpna a 2. září okolo deváté hodiny dopoledne proběhl na palubě USS Missouri pečlivě připravovaný ceremoniál podpisu kapitulačních listin.